# سيمون فيشل
سيمون فيشل (بالإنجليزية: Simon Fishel)‏ هو عالم بريطاني، ولد في 29 يوليو 1953 في ليفربول في المملكة المتحدة.